# Guimaraesiella (Cicchinella) sehri
Guimaraesiella (Cicchinella) sehri is een luizensoort uit de familie Philopteridae. De wetenschappelijke naam van de soort is voor het eerst geldig gepubliceerd in 1955 door Ansari.